# Championnat d'Argentine de football 1973
Navigation
Saison précédente Saison suivante
La saison 1973 du Championnat d'Argentine de football était la 43e édition professionnelle de la première division argentine.
La saison argentine comporte 2 championnats. Dans le championnat Metropolitano, les 17 clubs sont regroupés en une poule unique où chaque formation rencontre deux fois tous ses adversaires, à domicile et à l'extérieur. Le championnat Nacional regroupe les mêmes clubs ainsi que les 13 meilleurs clubs des championnats régionaux, les équipes sont réparties en 2 poules de 15 où elles s'affrontent une fois. Une phase finale pour le titre oppose les deux premiers de chaque poule. Il peut donc y avoir 2 champions par saison.
Le club de Huracán remporte le championnat Metropolitano; obtenant le 5e titre de champion d'Argentine de son histoire. Quant au championnat Nacional, il voit la victoire de Rosario Central, qui remporte là son 2e titre national. Les deux clubs obtiennent automatiquement leur qualification pour la prochaine Copa Libertadores.

## Les 17 clubs participants
| \| Buenos Aires La Plata Santa Fe Rosario \| Villes représentées lors de la saison 1973 (Championnat Metropolitano) |
| Buenos Aires La Plata Santa Fe Rosario                                                                              |

- Boca Juniors
- San Lorenzo de Almagro
- Ferro Carril Oeste
- River Plate
- Racing Club
- Independiente
- Rosario Central
- Gimnasia y Esgrima (La Plata)
- Huracán
- Chacarita Juniors
- Vélez Sársfield
- Argentinos Juniors
- Estudiantes (La Plata)
- Atlanta
- Newell's Old Boys (Rosario)
- Colón (Santa Fe)
- All Boys - Promu de Segunda División

## Première phase

### Championnat Metropolitano
Tous les classements sont établis en utilisant le barème suivant :
- Victoire : 2 points
- Match nul : 1 point
- Défaite, forfait ou abandon : 0 point

| Rang | Équipe                        | Pts | J  | G  | N  | P  | Bp | Bc | Diff |
| ---- | ----------------------------- | --- | -- | -- | -- | -- | -- | -- | ---- |
| 1    | Huracán                       | 46  | 32 | 19 | 8  | 5  | 62 | 30 | +32  |
| 2    | Boca Juniors                  | 42  | 32 | 18 | 6  | 8  | 69 | 37 | +32  |
| 3    | San Lorenzo de Almagro T      | 40  | 32 | 15 | 10 | 7  | 52 | 37 | +15  |
| 4    | Independiente                 | 38  | 32 | 15 | 8  | 9  | 44 | 32 | +12  |
| 5    | River Plate                   | 37  | 32 | 15 | 7  | 10 | 59 | 56 | +3   |
| 6    | Vélez Sársfield               | 34  | 32 | 13 | 8  | 11 | 49 | 46 | +3   |
| 7    | Estudiantes (La Plata)        | 33  | 32 | 12 | 9  | 11 | 51 | 47 | +4   |
| 8    | Rosario Central               | 33  | 32 | 12 | 9  | 11 | 44 | 46 | -2   |
| 9    | Atlanta                       | 32  | 32 | 12 | 8  | 12 | 33 | 39 | -6   |
| 10   | Argentinos Juniors            | 31  | 32 | 12 | 7  | 13 | 41 | 50 | -9   |
| 11   | Gimnasia y Esgrima (La Plata) | 30  | 32 | 9  | 12 | 11 | 54 | 55 | -1   |
| 12   | Racing Club                   | 30  | 32 | 8  | 14 | 10 | 44 | 47 | -3   |
| 13   | Chacarita Juniors             | 27  | 32 | 8  | 11 | 13 | 34 | 46 | -12  |
| 14   | Newell's Old Boys (Rosario)   | 26  | 32 | 10 | 6  | 16 | 45 | 54 | -9   |
| 15   | Colón (Santa Fe)              | 24  | 32 | 5  | 14 | 13 | 32 | 45 | -13  |
| 16   | All Boys P                    | 21  | 32 | 8  | 5  | 19 | 34 | 60 | -26  |
| 17   | Ferro Carril Oeste            | 20  | 32 | 7  | 6  | 19 | 36 | 56 | -20  |

|  | Qualification pour la Copa Libertadores 1974      |
|  | T : Tenant du titre P : Promu de Segunda Division |

## Deuxième phase

### Championnat Nacional
| \| Buenos Aires La Plata Rosario Santa Fe Tucumán San Juan Mendoza Córdoba Salta Mar del Plata Resistencia Cipolletti Jujuy \| Villes représentées lors de la saison 1973 (Championnat Nacional) |
| Buenos Aires La Plata Rosario Santa Fe Tucumán San Juan Mendoza Córdoba Salta Mar del Plata Resistencia Cipolletti Jujuy                                                                         |

Tous les clubs ayant participé au championnat Metropolitano et les 13 meilleures équipes régionales sont réparties en deux poules où les clubs s'affrontent deux fois, à domicile et à l'extérieur. Les deux premiers de chaque poule sont qualifiés pour la phase finale pour le titre.
Les formations venant des championnats régionaux sont indiquées en italique.

#### Poule A
| Rang | Équipe                      | Pts | J  | G  | N | P  | Bp | Bc | Diff |
| ---- | --------------------------- | --- | -- | -- | - | -- | -- | -- | ---- |
| 1    | San Lorenzo de Almagro T    | 22  | 15 | 8  | 6 | 1  | 31 | 16 | +15  |
| 2    | River Plate                 | 22  | 15 | 10 | 2 | 3  | 29 | 17 | +12  |
| 3    | Vélez Sársfield             | 22  | 15 | 8  | 6 | 1  | 24 | 13 | +11  |
| 4    | Estudiantes (La Plata)      | 17  | 15 | 7  | 3 | 5  | 27 | 15 | +12  |
| 5    | Newell's Old Boys (Rosario) | 17  | 15 | 7  | 3 | 5  | 28 | 23 | +5   |
| 6    | San Lorenzo (Mar del Plata) | 16  | 15 | 6  | 4 | 5  | 20 | 20 | 0    |
| 7    | Chacarita Juniors           | 15  | 15 | 5  | 5 | 5  | 25 | 25 | 0    |
| 8    | Instituto (Córdoba)         | 14  | 15 | 6  | 2 | 7  | 23 | 20 | +3   |
| 9    | Racing Club                 | 13  | 15 | 5  | 3 | 7  | 27 | 30 | -3   |
| 10   | Colón (Santa Fe)            | 13  | 15 | 6  | 1 | 8  | 22 | 25 | -3   |
| 11   | San Martín (Mendoza)        | 13  | 15 | 5  | 3 | 7  | 19 | 28 | -9   |
| 12   | Cipolletti (Rio Negro)      | 11  | 15 | 3  | 5 | 7  | 22 | 29 | -7   |
| 13   | San Martín (Tucumán)        | 10  | 15 | 4  | 2 | 9  | 19 | 29 | -10  |
| 14   | All Boys P                  | 9   | 15 | 3  | 3 | 9  | 19 | 32 | -13  |
| 15   | Juventud Antoniana (Salta)  | 7   | 15 | 2  | 3 | 10 | 13 | 35 | -22  |

|  | Qualification pour la phase finale |
|  | T : Tenant du titre                |

#### Poule B
| Rang | Équipe                            | Pts | J  | G  | N | P  | Bp | Bc | Diff |
| ---- | --------------------------------- | --- | -- | -- | - | -- | -- | -- | ---- |
| 1    | Atlanta                           | 22  | 15 | 10 | 2 | 3  | 35 | 19 | +16  |
| 2    | Rosario Central                   | 22  | 15 | 9  | 4 | 2  | 25 | 11 | +14  |
| 3    | Huracán                           | 21  | 15 | 8  | 5 | 2  | 29 | 15 | +14  |
| 4    | Belgrano (Córdoba)                | 20  | 15 | 8  | 4 | 3  | 25 | 18 | +7   |
| 5    | Boca Juniors                      | 18  | 15 | 9  | 0 | 6  | 30 | 19 | +11  |
| 6    | Argentinos Juniors                | 18  | 15 | 8  | 2 | 5  | 28 | 17 | +11  |
| 7    | Gimnasia y Esgrima (La Plata)     | 16  | 15 | 7  | 2 | 6  | 32 | 27 | +5   |
| 8    | Independiente (CL)                | 16  | 15 | 6  | 4 | 5  | 23 | 21 | +2   |
| 9    | Atlético Tucumán                  | 16  | 15 | 5  | 6 | 4  | 25 | 24 | +1   |
| 10   | Independiente Rivadavia (Mendoza) | 13  | 15 | 5  | 3 | 7  | 21 | 27 | -6   |
| 11   | Sportivo Desamparados (San Juan)  | 12  | 15 | 3  | 6 | 6  | 19 | 22 | -3   |
| 12   | Chaco For Ever (Chaco)            | 11  | 15 | 4  | 3 | 8  | 19 | 25 | -6   |
| 13   | Ferro Carril Oeste                | 9   | 15 | 3  | 3 | 9  | 10 | 24 | -14  |
| 14   | Gimnasia y Esgrima (Jujuy)        | 9   | 15 | 3  | 3 | 9  | 18 | 37 | -19  |
| 15   | Kimberley (Mar del Plata)         | 6   | 15 | 1  | 4 | 10 | 14 | 36 | -22  |

|  | Qualification pour la phase finale                                |
|  | Qualification pour la Copa Libertadores 1974                      |
|  | T : Tenant du titre (CL) : Vainqueur de la Copa Libertadores 1973 |

#### Phase finale
| Rang | Équipe                   | Pts | J | G | N | P | Bp | Bc | Diff |
| ---- | ------------------------ | --- | - | - | - | - | -- | -- | ---- |
| 1    | Rosario Central          | 5   | 3 | 2 | 1 | 0 | 6  | 3  | +3   |
| 2    | River Plate              | 3   | 3 | 1 | 1 | 1 | 6  | 7  | -1   |
| 3    | Atlanta                  | 2   | 3 | 0 | 2 | 1 | 3  | 4  | -1   |
| 4    | San Lorenzo de Almagro T | 2   | 3 | 0 | 2 | 1 | 3  | 4  | -1   |

|  | Qualification pour la Copa Libertadores 1974 |
|  | T : Tenant du titre                          |

## Bilan de la saison
| Championnat d'Argentine de football 1973                             |                                                                          |
| Champion                                                             | Metropolitano : Huracán (5e titre) Nacional : Rosario Central (2e titre) |
| Qualifications continentales                                         |                                                                          |
| Copa Libertadores 1974                                               | Independiente (tenant)                                                   |
| Copa Libertadores 1974                                               | Rosario Central                                                          |
| Copa Libertadores 1974                                               | Huracán                                                                  |
| Promotions et relégations                                            |                                                                          |
| Promus en Championnat d'Argentine de football                        | Banfield                                                                 |
| Relégués en Championnat d'Argentine de football de deuxième division | Aucun                                                                    |